# El asesinato de Jesse James por el cobarde Robert Ford
El asesinato de Jesse James por el cobarde Robert Ford es una película estadounidense de género wéstern estrenada en 2007 y dirigida por el cineasta neozelandés Andrew Dominik, basada en la novela homónima de Ron Hansen. Está protagonizada por Brad Pitt, que interpreta el papel de Jesse James, y Casey Affleck, quien interpreta al asesino Robert Ford. El rodaje tuvo lugar en Calgary, Edmonton y Winnipeg.
Aunque la película fue filmada en 2006, no se estrenó hasta el 21 de septiembre de 2007 (5 de octubre de 2007 en España). La cinta está considerada como una de las que más se ajustan a los hechos reales y a la descripción de Jesse James y Robert Ford, reconocido incluso por los descendientes de James, quienes encontraron las representaciones más realistas y la historia más verídica de las que se habían hecho hasta el momento.

## Argumento
En 1881, el joven Robert "Bob" Ford (Casey Affleck) busca a Jesse James (Brad Pitt) cuando la banda de James planea un robo de tren en Blue Cut, Misuri, haciendo intentos infructuosos de unirse a la pandilla con la ayuda de su hermano mayor Charlie (Sam Rockwell), ya miembro de la banda. El tren lleva solo una fracción del dinero originalmente pensado, y Frank James (Sam Shepard), hermano mayor de Jesse, le dice a Charlie Ford que este robo sería el último que los hermanos James cometerían. Jesse vuelve a casa, en Kansas City, trayendo consigo a los Ford, Dick Liddil (Paul Schneider) y su primo, Wood Hite (Jeremy Renner). Jesse envía a Charlie, Wood y Dick, pero insiste en que Bob se quede. Quería que el hombre más joven lo ayudase en el traslado de muebles a una nueva casa en St. Joseph, Misuri. Bob se vuelve más admirador de James antes de ser enviado de vuelta a la granja de su hermana, donde se reúne con su hermano Charlie, Hite y Liddil.
Liddil revela a Bob que está en connivencia con otro miembro de la pandilla de James, Jim Cummins, para capturar a Jesse por una sustancial recompensa. Mientras tanto, Jesse visita a otro miembro de la banda, Ed Miller (Garret Dillahunt), quien da información sobre el complot de Cummins. Jesse mata a Miller y luego sale con Liddil para cazar a Cummins. Incapaz de localizarlo, Jesse golpea viciosamente a Albert Ford (Jesse Frechette), un primo joven de Bob y Charlie. Liddil vuelve a la casa de los Bolton y discute con Hite, que termina con Bob Ford matando a Hite. Ellos arrojan su cuerpo en el bosque para ocultar el asesinato a Jesse.
Jesse y Charley Ford viajan a St. Joseph, donde el primero se entera de la desaparición de Hite, sobre lo que Charlie niega saber algo. Mientras tanto, Bob va a hablar con el Comisionado de Policía de Kansas City, Henry Craig (Michael Parks), diciendo que conoce el paradero de Jesse James. Para demostrar su lealtad con la banda de James, Bob insta a Craig a arrestar a Dick Liddil. Después de la detención y confesión de Liddil a la participación en numerosos robos de pandillas, Bob negocia un acuerdo con el gobernador de Misuri, Thomas T. Crittenden (James Carville). Se le dan diez días para capturar o matar a Jesse James y se le promete una recompensa sustancial y el perdón total por el asesinato.
Charlie persuade a Jesse de unir a su hermano a la banda. Así, los tres regresan a St. Joseph. Presentados como primos a los Howard (el seudónimo de James), se quedan con la familia, incluyendo Zee James (Mary-Louise Parker) y sus dos hijos. Jesse quiere revivir su pandilla con los Ford, comenzando con un robo al banco de Platte City. En la mañana del 3 de abril de 1882, Jesse y los hermanos Ford se preparan para partir para el robo cuando Jesse lee en el periódico sobre el arresto y las confesiones de Liddil unas semanas antes. Mientras los tres hombres están en la sala de estar, Jesse quita su cinturón de arma y se sube una silla para limpiar un cuadro polvoriento. Bob le dispara a Jesse en la parte de atrás de la cabeza y huye con Charlie. Ellos envían un telegrama al gobernador para anunciar la muerte de Jesse, por lo que reciben 10 000 dólares. Sin embargo, nunca reciben más de 500 dólares cada uno.
Después del asesinato, los Ford se convierten en celebridades, viajando con un espectáculo teatral de Manhattan en el que recrean el asesinato, pero pronto a la gente no le gusta que Bob le dispare a Jesse, desarmado, por la espalda. Sintiéndose culpable, Charlie escribe numerosas cartas a Zee James pidiéndole su perdón, pero no las envía. Sufriendo de tuberculosis terminal, se suicida en mayo de 1884. Bob trabaja por todo el Oeste. El 8 de junio de 1892, Bob es asesinado por Edward O'Kelley (Michael Copeman) en su salón en Creede, Colorado. O'Kelley es sentenciado a cadena perpetua, pero el gobernador de Colorado James Bradley Orman lo perdona después de diez años, en 1902.

## Reparto
Participaron en los distintos papeles:
- Brad Pitt como Jesse James.[5]
- Casey Affleck como Robert "Bob" Ford.[5]
- Sam Shepard como Frank James.[5]
- Jeremy Renner como Wood Hite.[5]
- Sam Rockwell como Charlie Ford.[5]
- Paul Schneider como Dick Liddil.[5]
- Garret Dillahunt como Ed Miller.[5]
- Mary-Louise Parker como Zerelda "Zee" James, la esposa de Jesse James.[5]
- Alison Elliott como Martha Bolton, la viuda y hermana mayor de Robert y Charles Ford.[5]
- Kailin See como Sarah Hite, la madrastra de Wood Hite.[5]
- Ted Levine como el sheriff James Timberlake.[5]
- James Carville como el gobernador de Misuri Thomas T. Crittenden.[5]
- Michael Parks como el comisario Henry Craig.[5]
- Zooey Deschanel como Dorothy Evans, joven mujer con la que Robert Ford se confiesa durante sus meses en Creede, Colorado.[5]
- Michael Copeman como Ed O'Kelley, el hombre que asesinó a Robert Ford.[5]
- Nick Cave como el guitarrista que canta «La balada de Jesse James».[5]
- Tom Aldredge como el alcalde George Hite.[5]

### Doblaje para España
El director del doblaje y el ajustador fue César Martínez y el traductor fue Nino Matas. El estudio de grabación se llevó a cabo en Deluxe 103, en Barcelona y Madrid.
| Brad Pitt          | Daniel García             |
| Casey Affleck      | Guillermo Romero          |
| Sam Rockwell       | José Javier Serrano       |
| Jeremy Renner      | José Luis Mediavilla      |
| Mary-Louise Parker | Victòria Pagès            |
| Brooklynn Proulx   | Kaori Mutsuda             |
| Dustin Bollinger   | Pedro Torrabadella        |
| Sam Shepard        | Luis Marco                |
| Garret Dillahunt   | Hernán Fernández          |
| Paul Schneider     | Toni Mora                 |
| James Carville     | Javier Viñas              |
| Ted Levine         | Jordi Royo                |
| Michael Parks      | Jaume Comas               |
| Zooey Deschanel    | Isabel Valls              |
| Michael Copman     | Ramón Rocabayera          |
| Ian Ferrier        | Carlos Vicente            |
| Jesse Frechette    | José Antonio Torrabadella |
| Tom Aldredge       | Manuel Ceinos             |
| Hugh Ross          | Luis Grau                 |

El filme contó también con Pedro López y Carlos Vicente interpretando voces adicionales.

## Recepción
La película apareció en la lista de las diez mejores películas de 2007.
- 1.ª – Mark Kermode, BBC Radio 5 Live
- 1.ª – Peter Vonder Haar, Film Threat
- 1.ª – Ray Bennett, The Hollywood Reporter
- 1.ª – Matt Cale, Ruthless Reviews[8]
- 2.ª – Dennis Harvey, Variety
- 3.ª – Claudia Puig, USA Today
- 3.ª – Mick LaSalle, San Francisco Chronicle
- 4.ª – Tom Charity, CNN[9]
- 4.ª – Jack Mathews, New York Daily News
- 4.ª – Scott Tobias, The A.V. Club
- 5.ª – Revista Empire
- 5.ª – Keith Phipps, The A.V. Club
- 5.ª – Tasha Robinson, The A.V. Club
- 6.ª – Scott Foundas, LA Weekly
- 6.ª – Jonathan Rosenbaum, Chicago Reader
- 7.ª – Revista Sight & Sound
- 9.ª – Lisa Schwarzbaum, Entertainment Weekly
- 9.ª – Nick Schager, Slant Magazine
- 9.ª – Michael Phillips, Chicago Tribune
- 10.ª – J. Hoberman, The Village Voice

## Banda sonora
La música fue compuesta en Australia por los músicos Nick Cave y Warren Ellis. Ambos colaboraron anteriormente en la película australiana de 2005 The Proposition.
En septiembre de 2009 ambos sacaron a la venta un álbum titulado White Lunar, que contenía canciones de la película al igual que canciones de otras películas que se lanzaron en 2009.
| N.º   | Título                       | Duración |  |
| 1.    | «Rather Lovely Thing»        | 4:26     |  |
| 2.    | «Moving On»                  | 3:23     |  |
| 3.    | «Song for Jesse»             | 3:49     |  |
| 4.    | «Falling»                    | 4:14     |  |
| 5.    | «Cowgirl»                    | 4:02     |  |
| 6.    | «The Money Train»            | 2:41     |  |
| 7.    | «What Must Be Done»          | 1:59     |  |
| 8.    | «Another Rarely Lovely Song» | 3:24     |  |
| 9.    | «Carnival»                   | 2:51     |  |
| 10.   | «Last Ride Back to KC»       | 5:21     |  |
| 11.   | «What Happens Next»          | 2:03     |  |
| 12.   | «Destined for Great Things»  | 2:25     |  |
| 13.   | «Counting Stars»             | 1:13     |  |
| 14.   | «Song for Bob»               | 6:03     |  |
| 47:54 |                              |          |  |

## Premios y nominaciones

### Óscar
| Año  | Categoría              | Persona       | Resultado |
| ---- | ---------------------- | ------------- | --------- |
| 2007 | Mejor actor de reparto | Casey Affleck | Nominado  |
| 2007 | Mejor fotografía       | Roger Deakins | Nominado  |

### Globos de Oro
| Año  | Categoría              | Persona       | Resultado |
| ---- | ---------------------- | ------------- | --------- |
| 2008 | Mejor actor de reparto | Casey Affleck | Nominado  |

### Premios del Sindicato de Actores
| Año  | Categoría              | Persona       | Resultado |
| ---- | ---------------------- | ------------- | --------- |
| 2007 | Mejor actor de reparto | Casey Affleck | Nominado  |

### Festival Internacional de Cine de Venecia
| Año  | Categoría                 | Persona   | Resultado |
| ---- | ------------------------- | --------- | --------- |
| 2007 | Copa Volpi al mejor actor | Brad Pitt | Ganador   |